# Gabriel Péri
Gabriel Péri (Peri) (1902—1941) fue un prominente periodista y político comunista francés, miembro de la Resistencia francesa. Fue ejecutado por los nazis en Francia durante la Segunda Guerra Mundial.

## Primeros años
Péri nació en Tolón en el seno de una familia de Córcega. Desde pequeño se vio involucrado en actividades políticas, pues tuvo que dejar la escuela. Escribió para periódicos de Aix-En-Provence y de Marsella.

## Carrera y ejecución
A los veintidós años, Péri es nombrado gerente departamental de política extranjera en l'Humanité. Más tarde, en 1932, fue elegido como diputado de la comunidad de Argenteuil, y reelegido en 1936. 
En la Asamblea Nacional de Francia, Péri demostró ser experto en el campo de diplomacia y relaciones internacionales y se declaró antifascista. Denunció la invasión italiana de Etiopía liderada por Benito Mussolini así como la política francesa de no-intervención de la Guerra Civil Española. Péri fue también un opositor prominente del régimen Nazi en Alemania.
Después de la Batalla de Francia en 1940, el país quedó bajo ocupación Nazi. Dado este contexto, Péri fue arrestado el 18 de mayo de 1941 y ejecutado en el Fuerte del Mont Valerién el 15 de diciembre del mismo año. Albert Camus fue testigo de su ejecución. El autor luego dijo que el evento cristalizó su propia revuelta en contra de los alemanes.

## Tributos
Muchas escuelas y calles llevan el nombre de "Gabriel Péri," así como la estación de metro Gabriel Péri en París, y una más del mismo nombre en Lyon. 
Paul Éluard escribió un poema llamado "Gabriel Péri" en su honor. Louis Aragon, por su parte, también escribió un poema llamado "Ballade de Celui Qui Chanta Dans les Supplices" ["Balada a el que canta durante la tortura"] con referencia a Péri.